# Feel Like Makin' Love
Feel Like Makin' Love è un brano musicale scritto e composto da Gene McDaniels e pubblicato originariamente come singolo discografico dalla cantante e produttrice Roberta Flack nel 1974.

## Tracce
- 7"

1. Feel Like Makin' Love
2. When You Smile

## Cover
- Il tastierista jazz Bob James ha inciso la sua versione nell'album One del 1974.
- Nel 1983 l'artista statunitense George Benson ha pubblicato una sua cover inclusa nell'album In Your Eyes.
- Il cantante D'Angelo nel 2000 pubblica la sua cover, presente nel suo secondo album in studio Voodoo.
- Una cover del brano è stata realizzata dalla cantante Lumidee in collaborazione con il cantante Shaggy per l'album Unexpected di Lumidee uscito nel 2007.